# Molėtai
Molėtai ( escoltar (?·pàg.)) és una ciutat capital del districte municipal de Molėtai al Comtat d'Utena situada al nord-oest de Lituània.
És un dels més antics assentaments a Lituània i un popular destí turístic per als habitants de Vílnius. Segons el cens de 2001, tenia 7.221 habitants. La ciutat està situada a uns 60 km al nord de Vílnius i a 30 km al sud d'Utena. Va ser esmentat per primera vegada com una propietat privada del bisbe de Vílnius. Als temps moderns, la ciutat té l'Observatori Astronòmic de Molėtai, l'única instal·lació a Lituània. I el Museu Lituà d'Etnocosmologia -el primer d'aquest tipus en el món–.